# Arantepacua
Arantepacua, est une ville dans l'État de Michoacán, au Mexique, située dans la région appelée Meseta Purépecha (es).

## Géographie
Arantepacua est située dans l'État de Michoacán, au Mexique, dans la région appelée Meseta Purépecha (es).

## Histoire
En 2017, des habitants rencontrent les autorités à Morelia, capitale de l'État, pour résoudre un litige à propos de terres cultivés, sans résultat. Le lendemain 5 avril, 300 policiers de l'État interviennent dans le village. Les violences incluent des coups et blessures ainsi que des tirs, causant quatre morts. En réaction, la communauté demande et obtient en 2018 le droit à l'autogestion, mais les enquêtes sur l'événement sont lentes, ce qui  attise le ressentiment envers les autorités.

## Politique et administration
Depuis 2017, la ville est administrée par un conseil communautaire de quatre hommes et quatre femmes, sans figure hiérarchique. 

## Population et société
Le village compte 2 700 habitants en 2020. La communauté appartient à l'ethnie purépecha.